# Parc Olympique Lyonnais
Het Parc Olympique Lyonnais (officiële naam), ook wel bekend als Parc OL, is een voetbalstadion in Décines-Charpieu gelegen in de Métropole de Lyon. Het stadion beschikt over 59.186 plaatsen, waardoor het naar capaciteit het derde grootste stadion van Frankrijk is. De vaste bespeler van het stadion is Olympique Lyon, dat uitkomt in de Franse Ligue 1. Hiermee verlieten Les Gones na 65 jaar het oude Stade de Gerland. In dat stadion speelt nu enkel nog een rugbyteam. Het stadion werd ontworpen door het architectenbureau Populous.

## Interlands (EK voetbal 2016)
Op 1 september 2008 verklaarde Jean-Michel Aulas, clubpresident en eigenaar van Olympique Lyon, dat er plannen waren om een nieuw stadion te bouwen in Lyon. Op 13 oktober 2008 werden de plannen goedgekeurd door de Franse overheid. Op 22 september 2009 werd bekend dat het stadion gebruikt zou gaan worden tijdens het Europees kampioenschap voetbal 2016 in Frankrijk. In totaal werden er zes EK-wedstrijden in dit stadion afgewerkt, waarvan vier groepswedstrijden, één achtste finale en één halve finale.
| № | Datum        | Wedstrijd                | Uitslag | Competitie             | Toeschouwers |
| - | ------------ | ------------------------ | ------- | ---------------------- | ------------ |
| 1 | 13 juni 2016 | België – Italië          | 0 – 2   | EK 2016 Groepsfase (E) | 55.408       |
| 2 | 16 juni 2016 | Oekraïne – Noord-Ierland | 0 – 2   | EK 2016 Groepsfase (C) | 51.043       |
| 3 | 19 juni 2016 | Roemenië – Albanië       | 0 – 1   | EK 2016 Groepsfase (A) | 49.752       |
| 4 | 22 juni 2016 | Hongarije – Portugal     | 3 – 3   | EK 2016 Groepsfase (F) | 55.514       |
| 5 | 26 juni 2016 | Frankrijk – Ierland      | 2 – 1   | EK 2016 Achtste finale | 56.279       |
| 6 | 6 juli 2016  | Portugal – Wales         | 2 – 0   | EK 2016 Halve finale   | 55.679       |